# Chiesa di Sant'Andrea (Livorno)
La chiesa di Sant'Andrea è un luogo di culto di Livorno; è ubicata sulla piazza del Cisternone, davanti alla caratteristica mole della Gran Conserva.
Adiacente alla chiesa si trova il grande Seminario Girolamo Gavi, con il Museo diocesano Leonello Barsotti.

## Storia

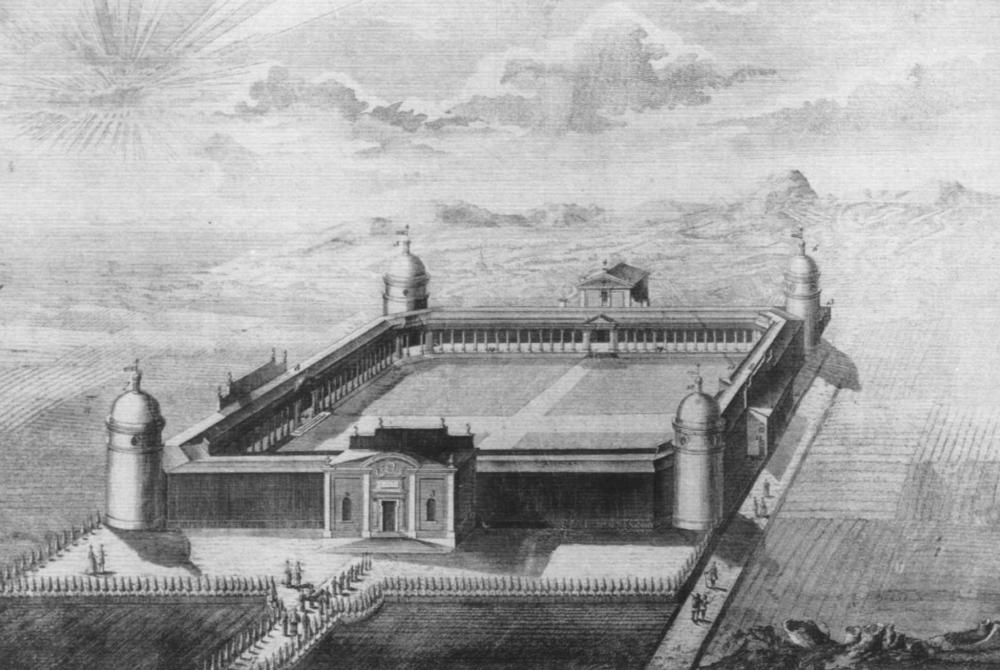
L'antico cimitero

La chiesa sorge dove un tempo esisteva un'area cimiteriale, dismessa in seguito all'apertura del nuovo Cimitero comunale dei Lupi.
Nel 1806 fu chiuso un angolo dell'intercolumnio del cimitero, posto un altare dedicato a Sant'Andrea (in memoria del giorno dedicato al santo in cui era cessata un'epidemia di febbre gialla) e realizzata una piccola chiesa officiata dai Cappuccini della Santissima Trinità.
Quando intorno agli anni quaranta dell'Ottocento si diede inizio all'edificazione del vicino seminario, fu costruita nella stessa area una nuova chiesa su progetto di Gaetano Gherardi.
La chiesa fu aperta al culto nel 1850, ma fu consacrazione solo nel 1887.
Il campanile, oggetto di diversi studi e ipotesi preliminari, sorse sul fianco est dell'edificio, in asse con la facciata del seminario, per ospitare un orologio pubblico; tuttavia la torre fece dubitare della sua stabilità e le campane furono poste a circa metà della sua altezza solo nel 1899.
Durante la seconda guerra mondiale la chiesa venne bombardata ed in gran parte distrutta, ad eccezione del campanile; nel 1948 fu riaperta, ma la ricostruzione cancellò quasi ogni traccia della struttura originaria interna. Nel 1953 furono sostituite le travi lignee del tetto con altre in calcestruzzo armato.

## Descrizione

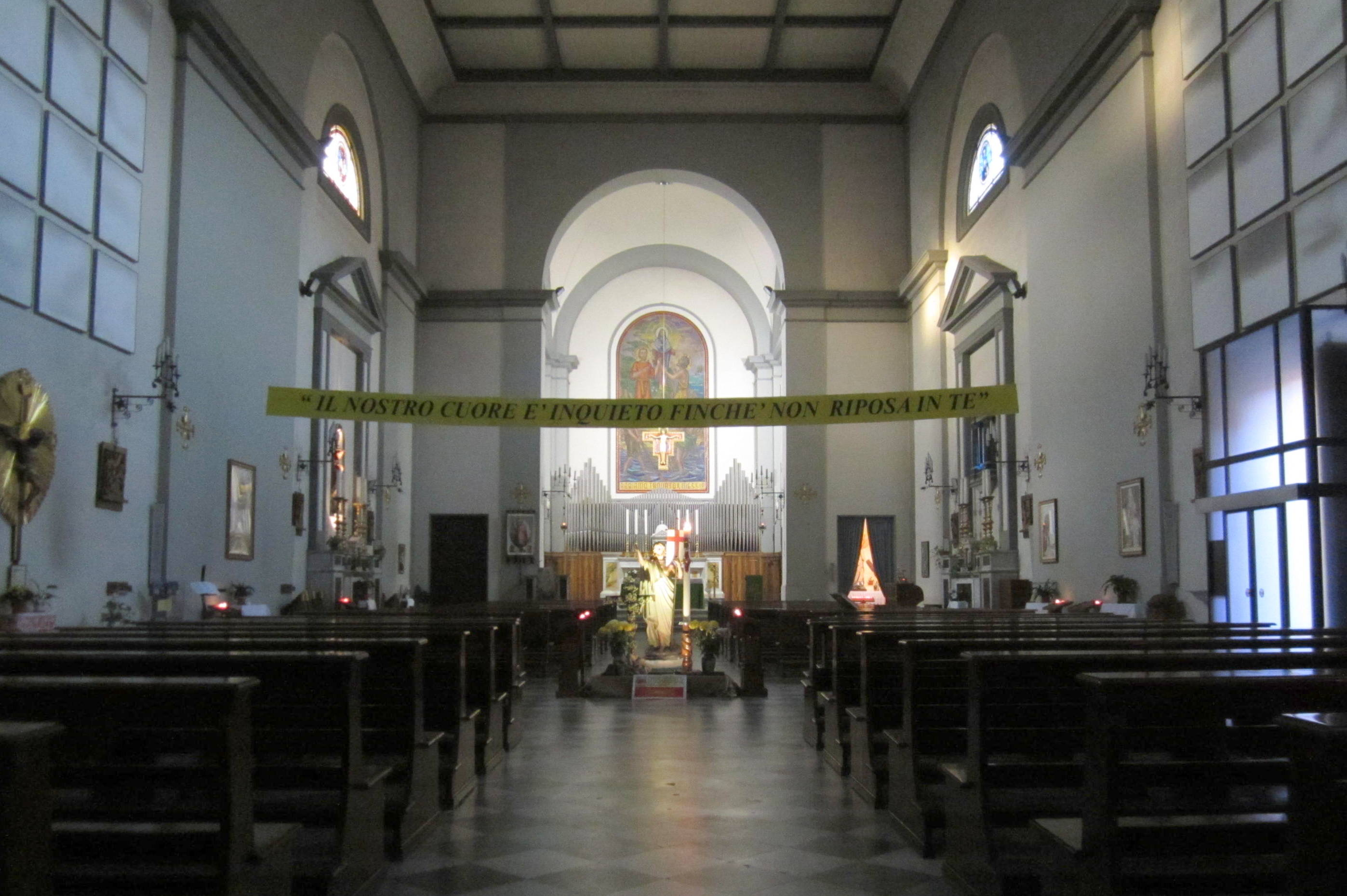
Interno e altare maggiore

La pianta della chiesa è rettangolare ed affiancata da un bel campanile alto 48 metri, posto in asse con la facciata dello stesso Seminario Gavi, sull'omonima via.
La facciata del tempio, restaurata all'inizio del XXI secolo, è chiusa da un frontone triangolare ed è caratterizzata da un portale sormontato da una finestra semicircolare.
L'interno è una vasta aula illuminata da finestre a lunetta, che termina con un'abside quadrangolare; a pavimento, alle spalle dell'altare maggiore, si trova l'organo a canne, costruito dalla ditta Michelotto nel 2006. Lo strumento, a trasmissione elettronica, ha due tastiere di 61 note ed una pedaliera di 32. Il numero totale delle canne è 1840 per un totale di 31 registri.
Il Seminario Girolamo Gavi, progettato dallo stesso Gherardi in collaborazione con Don Quilici, invece fu inaugurato nel 1851 ed è aperto da un grande chiostro, interamente circondato da un porticato, derivante dal vecchio cimitero, lungo il quale si aprono i vari ambienti per la vita ecclesiastica. Fu visitato da papa Pio IX nel 1857 e ospita la dimora del vescovo della diocesi, anticamente situata nell'attuale Palazzo di Giustizia.